# Li Bun-hui
Li Bun-hui (kor. 배길수, ur. 29 grudnia 1968) – północnokoreańska tenisistka stołowa, brązowa medalistka igrzysk olimpijskich 1992 w grze pojedynczej i podwójnej.

## Kariera
W swojej karierze zdobyła 8 medali mistrzostw świata. Zdobyła brązowy medal w 1983 roku na mistrzostwach świata w Tokio, zaś dwa lata później w Göteborgu zdobyła srebro. W 1992 na igrzyskach olimpijskich w Barcelonie zdobyła brązowy medal w grze pojedynczej i podwójnej razem z Yu Sun-bok. Kolejne medale w grze pojedynczej zdobywała w latach 1989 i 1991. W 1991 roku na mistrzostwach świata zdobyła złoto w drużynie srebro w grze podwójnej i brąz w grze mieszanej.